# 88
Aquesta pàgina és per a l'any. Per al nombre, vegeu vuitanta-vuit.
El 88 (LXXXVIII) fou un any de traspàs començat en dimarts del calendari julià.

## Esdeveniments
- 9 d'abril: inici del regnat de l'emperador Han de la Xina Hedi (final el 106).[1]
- 13 de setembre: celebració dels Jocs Seculars a Roma.[2]
- Tardor, Guerra Dacia: victòria de Lucius Tettius Julianus en la Tapae sobre els dacis, que són retrocedits a l'altra banda del Danubi.[3] La capital de Decèbal, Sarmizegetusa, no es pot prendre.

- Climent I succeeix a Anaclet com a Papa de Roma.[4]
- El general xinès Ban Chao sotmet la ciutat de Yarkand i atura la intervenció dels indo-escites (Kusana) a la conca del Tarim.[5]